# Macrobrachium formosense
Espèce
Statut de conservation UICN

 LC  : Préoccupation mineure
Macrobrachium formosense est une espèce de crevettes de la famille des Palaemonidae.